# Україна-Центр (газета)
«Україна-Центр» (рос. Украина-Центр) — всеукраїнський тижневик, що видається в Кропивницькому, починаючи з 24 грудня 1993 року; крім Кіровоградської централізовано поширюється в суміжних областях, також доступна для загальноукраїнської передплати. 
З 16 січня 2022 року друкована версія виходить виключно українською.

## Наклад
Наприкінці червня 2009 року видання мало доволі значний наклад — 20 000 прим. (разом із додатками — 23 490 прим.). Однак станом на початок жовтня 2014 року тираж знизився і становить 18 000 примірників. Станом на червень 2022 року - тираж становить 5000 примірників.